# Frank McCarty
Frank McCarty (Zuid-Californië, 1941) is een Amerikaans componist, muziekpedagoog, dirigent, arrangeur en slagwerker.

## Levensloop
McCarty begon zijn muzikale carrière als klarinettist, saxofonist en later slagwerker in verschillende dansorkesten en popbands in jeugdige jaren. Hij begon zijn muziekstudies aan de San Diego State University en behaalde zijn Bachelor of Arts in 1964. Vervolgens studeerde hij muziektheorie, compositie en slagwerk aan de University of Southern California in Los Angeles, waar hij in 1965 zijn Master of Music behaalde met zijn blaaskwintet. Zijn muziekstudies voltooide hij aan de Universiteit van Californië - San Diego en promoveerde tot Ph.D. (Philosophiæ Doctor). Tot zijn docenten behoorden Howard Brubeck, David Ward-Steinman, Ingolf Dahl, David Raksin, George Perle, Robert Erickson, Kenneth Gaburo en Pauline Oliveros. Gedurende de promotiestudies kwam hij in contact met elektronische muziek.
In 1960 was hij was hij verbonden met instellingen die betrokken waren in de ontwikkeling van de audio opnametechnologie. Toen schreef en naam hij muziek op voor het theater en de KPBS Public Broadcasting en afdeling van de San Diego State University in San Diego. Later schreef hij en naam op muziek voor verschillende filmmaatschappijen. Het volgde een periode in die geïnvolveerd was in het onderzoek en de ontwikkeling van synthesizers en analoge controllers voor licht en projecties. Voor bepaalde tijd werkte hij toen voor onder anderen C.B.S. Musical Instruments en verzorgde binnen de groep BIOME, een mixed-media, live-electronic muziekensemble, tussen 1970 en 1974 concerten in de Verenigde Staten en Europa. In deze periode schreef hij werken voor de San Diego Civic Light Opera en voor het ballet. Deze werken werden meestal ook van hem zelf gedirigeerd. Toen was hij ook dirigent van verschillende kerkkoren en had aanstellingen bij de College Lutheran, La Jolla Methodist en East Whittier Presbyterian churches. In 1970 kreeg hij van de San Diego Opera Company de opdracht voor een nieuwe kinderenopera. Daaruit werd A Song For Gar, een groot succes ook buiten Californië.
Van 1961 tot 1971 was hij als slagwerker verbonden aan het San Diego Symphony Orchestra. Daarnaast was hij van 1967 tot 1970 paukenist en slagwerker van het Pacific Symphony Orchestra. In de jaren 1980 werkte hij als parttimemuzikant voor opera-, ballet- en theatergezelschappen en ijsrevues.
Als muziekpedagoog werkte hij aan het begin van de jaren 1970 aan de Universiteit van Pittsburgh in Pittsburgh en was tegelijkertijd muziekdirecteur en huiscomponist voor het University of Pittsburgh Theatre. Naast deze werkzaamheden verzorgde hij de omroep- en televisiemaatschappij WQED in Pittsburgh met muziek. Het toneelstuk Steel City, waarvoor hij in 1976 de muziek schreef en die hij ook dirigeerde, beleefde grote successen tijdens de 200-jaar viering in Pittsburgh en New York en werd ook via televisie uitgezonden.
Aan het einde van de jaren 1970 vertrok hij naar North Carolina. Opnieuw werkte hij als parttimemuzikant voor verschillende theaters en ijsrevues. Verder was hij toen huiscomponist en dirigent van het orkest van de New Performing Dance Company of Durham, de North Carolina Composers Alliance, het American Dance Festival en het Young Artists Opera Theatre. Op 15 september 1982 produceerde hij het Happy 70th Birthday, John Cage Marathon Concert in Greensboro. Van 1976 tot 2004 was hij als docent verbonden aan de Universiteit van North Carolina in Chapel Hill. Verder werkte hij als consultant voor micro technologie van de Amerikaans maatschappij Raleigh, omdat zij de eerste Amerikaanse onderneming was die zich met digitale audio-opnametechnieken bezighield.

## Composities

### Werken voor orkest
- 1963 Music for Ulysses
- 1963 Night, voor spreekstem en kamerorkest
- 1978 Takeoff, voor groot orkest, bandrecorder en synthesizer
- 1988 OLA! – Tangos and Sambas, voor orkest
- 1990-1993 Concert, voor hobo en orkest (ook voor hobo en piano)
  1. Retinue
  2. Remembering Lenny
  3. Side Show
- 1997 Symphonic Intermezzi, voor strijkorkest
  1. Etude L'Accademico for Niccolo and his students
  2. Saraband for George and Leopold
  3. Hesitations...for John, Oscar, Dick and John
  4. Scherzo Diabolique for Claude and Paul
  5. Romanza for Clara and Johannes

### Werken voor harmonieorkest
- 1958 Band Piece
- 1965 Scherzo for Band
- 1970 Exitus, voor harmonieorkest
- 1977 Listen to This ook bekend onder de titel Timescapes

### Missen en andere kerkmuziek
- 1963 Anglican Mass, voor gemengd koor en orgel
- 1965 Advent Cycle, voor gemengd koor en orgel

### Muziektheater

#### Opera's
| Voltooid in | titel          | aktes | première | libretto |
| ----------- | -------------- | ----- | -------- | -------- |
| 1971        | A Song for Gar |       |          |          |

#### Balletten
| Voltooid in | titel                                                     | aktes | première                                   | libretto | choreografie    |
| ----------- | --------------------------------------------------------- | ----- | ------------------------------------------ | -------- | --------------- |
| 1984        | Climbing The Waltz                                        |       |                                            |          | Stephanie Skura |
| 1984        | General Admission – ook bekend met de titel: Horse Racing |       | 1984, Durham, New Performing Dance Company |          |                 |

#### Toneelmuziek
- 1959 The Jar
- 1961 Hamlet
- 1961 Ulysses
- 1962 Back to Methuselah
- 1962 Tamar
- 1968 Tartuffe
- 1970 Tape for the Globe
- 1970 The Bacchae
- 1972 Happy Haven
- 1973 Scapin
- 1976 Steel City
- 1978 Songs from Happy Haven, voor zangstemmen en gemengd instrumentaal ensemble
- 1979 The Importance of Being Earnest
- 1982 Silicon Descent

### Vocale muziek

#### Cantates
- 1965 Cantata on Poems of EE Cummings, voor zangstemmen en kamerorkest

#### Werken voor koor
- 1961 Repent Ye, voor gemengd koor

#### Liederen
- 1961 Songs for Ruth, voor sopraan en piano
- 1962 Walk in the Spirit, voor vocaal duet en orgel
- 1987 Après Wagner, Après Poe, voor Frans sopraan, dwarsfluit (ook piccolo), klarinet (ook basklarinet), gitaar, viool en cello – tekst: Stéphane Mallarmé
- 1987 Mallarmé Songs, voor Frans sopraan en piano – tekst: Stéphane Mallarmé

### Kamermuziek
- 1957 Quartal Quartet, voor klarinetkwartet
- 1960 Brass Choir Piece, voor groot koperensemble
- 1961 Saxophone Sonata, voor altsaxofoon en piano
- 1962 Sonata, voor altklarinet en piano
- 1963 Duos, voor klarinet en fagot
- 1963 Five Pieces, voor dwarsfluit en piano
- 1964 Music, voor bastrombone en piano
- 1965 Blaaskwintet
- 1966 Short Quartet, voor strijkkwartet
- 1968 French Suite, voor blokfluit en klavecimbel
- 1968 Introduction to Percussion, voor spreker, vier slagwerkers en piano
- 1970 Color Etudes, voor tuba solo
- 1970 Five Situations, voor saxofoonkwartet
- 1970 Pentheus Drag, voor dwarsfluit, klarinet en piano
- 1979-1981 Variation Duos, voor klarinet en marimba
- 1983 Sailing, voor gemengd ensemble
- 1984 Sad Songs and Twisted Dances, voor trompet en elektrische gitaar
- 1985 Quadragrams, voor solo slagwerk en drones
- 1985 Roux-Wave, voor gemengd ensemble
- 1985 Three Intermezzi, voor cellokwartet
- 1987 Flamenco Mexicano, voor 4 gitaren, contrabas en 3 slagwerkers
- 1990 Remembering Lenny, voor solo instrument en keyboard
- 2006 Sponge Pieces, voor 1 of 2 saxofoons

### Werken voor orgel
- 1962 Intonation, Prelude and Fugue

### Werken voor piano
- 1961 Dedications
- 1962 Sonate

### Werken voor klavecimbel
- 1963 Harpsichord Piece

### Werken voor gitaar
- 1984 Paraphrase Duos, voor twee gitaren

### Werken voor slagwerk
- 1969 Nine Mallet Trios with Janizary Percussion, voor drie melodische slagwerkinstrumenten (marimba, xylofoon, vibrafoon) triangel, bekkens en grote trom
- 1970 Clocks, voor slagwerkensemble
- 1978 J. B., Curved in Places – Gravestone Canons nr. 1, voor slagwerkkwartet

### Filmmuziek
- 1962 Heritage for Tomorrow
- 1970 SECOR Music
- 1973 South American Dig

### Elektronische muziek
- 1969 TACTUS-TEMPUS – Playbill nr. 1
- 1969 Ludes and Dances, voor elektrische fluit (solo), geprepareerd piano, zes slagwerkers, dirigent en ingenieur
- 1970 Bert bows, bells and balls the bass, voor contrabas en elektronica
- 1972 Tafelmusik – Playbill nr. 2
- 1973 Stochastic Arp, voor een ARP 2500 Synthesizer System
- 1973 Tropes, voor vier ARP synthesizers
- 1978 E.V. and Remembrances – Gravestone Canons nr. 2, voor spreekstemmen, handbells, elektronica en overheadsheets
- 1983 Fathom, voor 2 slagwerkers, gemengd koor, solo instrument buiten het podium, lichteffecten en elektronica
- 1993 RULES – for Voices and Sound-effects, voor bandrecorder

## Publicaties
- The Bass Drum Deserves the Attention it Demands, in: Music Educators Journal, lvi (September, 1969); Reprinted as "A Standard Approach to the Bass Drum", Percussive Notes, ix (Spring, 1971)
- met Larry Livingston: Expanding Woodwind Sound Potential, in: The Composer, iii (1971)
- Entropy as Value-Theory in the Arts, in: Journal of Aesthetics and Art Criticism, xxxii (Winter, 1973)
- Woodwinds: Extensions of Convention, in: The Instrumentalist, xxviii (May, 1974)
- An Interview with Stuart Dempster, in: The Instrumentalist, xxviii (May, 1974); Reprinted in David Cope: NEW DIRECTIONS IN MUSIC, (Dubuque, Iowa 1976, 1981, 1984)
- Notational Standards for Percussion: A Report on the Ghent Conference, in: The Instrumentalist, xxix (June, 1975)
- Electronic Music Systems: Structure, Control, Product, in: Perspectives of New Music, xiii (1975)
- Percussion Notation: Report on a Survey, in: The Percussionist, xv/2 (1978)
- Symbols for Percussion Notation, in: The Percussionist (Research Edition), xviii/1 (1980)
- American Composers' Theatre (1948-1974), in: Theatre Southwest, ix/1 (1982)